# Hélio Vaccari
Hélio Vaccari (São Paulo, 2 de março de 1945) é um radialista, dublador, narrador e locutor brasileiro. Já um veterano na dublagem, Hélio concedeu a sua voz a diversos personagens.
Locutor da Cultura FM, Hélio faz narrações para redes de TV por assinatura, como Discovery Channel, HBO, Canal Mundo e History Channel.

## Lista parcial de trabalhos

### Narrações
- Discovery Channel
- Animal Planet
- HBO
- National Geographic
- History Channel
- Corega
- OLX
- Skol
- NET
- Amanco
- Subway
- NSC TV (Afiliada a Rede Globo em Santa Catarina)

### Dublagens
- Dr. Zahi Hawass, arqueólogo egípcio, na série de documentários O Caçador de Múmias, exibido no History Channel 2 (H2);
- Dr. Hirsch em Um Lobisomem Americano em Londres;
- Stormtroopers na versão dublada do jogo Star Wars Jedi Knight: Dark Forces II;
- General Brock em Tempestade de Meteoros;
- boa parte dos trabalhos do ator Ben Stein;
- Brian Griffin (2ª voz) em Uma Família da Pesada;
- narrador de Bob's Burgers;
- várias participações em O Justiceiro: em Zona de Guerra;
- Habib em Salve-se Quem Puder!;
- Dr. Newman em Son of the Mask;
- Franz Hopper em Code Lyoko;
- Nibbler em Futurama;
- Zolder em Street Fighter Victory;
- Crytograf em Astérix e os Vikings;
- o narrador de Gundam Wing;
- participações em Bob Esponja, Cavaleiros do Zodíaco e InuYasha;
- personagens de seriados como O Mundo Perdido e 24 Horas;
- o fiel narrador do seriado da Rede Globo Separação?!;
- Gandalf (Ian McKellen), na trilogia O Senhor dos Anéis;
- Mitsumasa Kido em Cavaleiros do Zodíaco (substituindo Renato Master devido ao seu falecimento);
- Lex Luthor no desenho Super-Homem (anos 90, produção de Bruce Timm e Paul Dini);
- Gene Hackman em A Gaiola das Loucas (a versão americana, The Birdcage)[2];
- pontas em Fullmetal Alchemist;
- Diretor Mazur em Pateta - O Filme;
- Herry Pope em Prison Break;
- narrações de audiolivros como 1808 e A Arte da Guerra;
- Ed Wainwright (Bill Smitrovich) - O Contrato;
- Joaquin Murrieta e Don Luiz em A Máscara do Zorro;
- Mestre Tsuru em Dragon Ball;
- Júlio César em Astérix e o Domínio dos Deuses;
- Hiruzen Sarutobi (Terceiro Hokage ou Sandaime Hokage) em Naruto;
- Policial - Serial Experiments Lain;
- o narrador dos comerciais da NET protagonizados pelo ator Álvaro Thüller – cujo personagem é o coronel russo Bóris Tutchenko (cujo jargão é "Skavurska");
- Wallace, no curtas de Wallace & Gromit (sendo substituído por Alexandre Moreno no filme Wallace & Gromit: A Batalha dos Vegetais);
- Nibbler em Futurama;
- Comandante Walters (Tom Butler) em Sonic - O Filme;
- Socrates em Norm e os Invencíveis;
- Diretor Rabie (Richard Moll) em Gasparzinho: Como Tudo Começou;
- o narrador dos comerciais da Amanco protagonizados pelo locutor esportivo Silvio Luiz;
- o narrador dos comerciais da OLX;
- Larry King de Cera (Larry King) na série Gravity Falls: Um Verão de Mistérios;
- Dublador do Loki no Smite;
- Dublador do Guardião em For Honor;
- Locutor (Tóquio 64) No jogo Mario & Sonic at the Olympic Games Tokyo 2020;